# Bromölla
Bromölla ist ein Ort (schwedisch tätort) in der schwedischen Provinz Skåne län und Hauptort der gleichnamigen Gemeinde.
1942 wurde Bromölla zur Minderstadt (köping) erhoben.
Am Tiansväg, im bebauten Ortsgebiet befindet sich die Steinkiste von Bromölla, vermutlich aus der Jungsteinzeit. 1915 sollen in der Steinkiste ein Stück Feuerstein und die Hälfte einer Steinaxt gefunden worden sein.

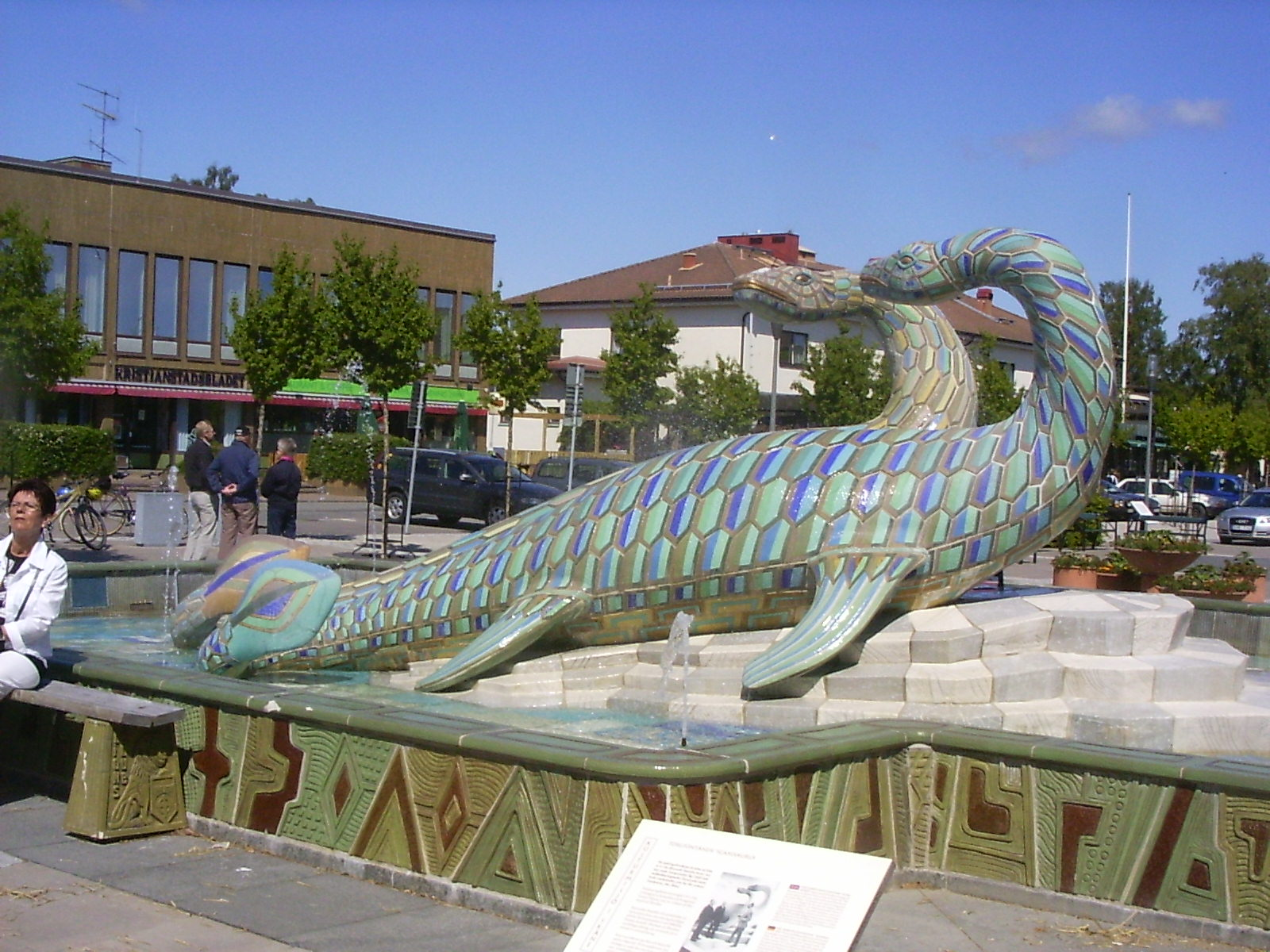
Dinosaurierskulptur
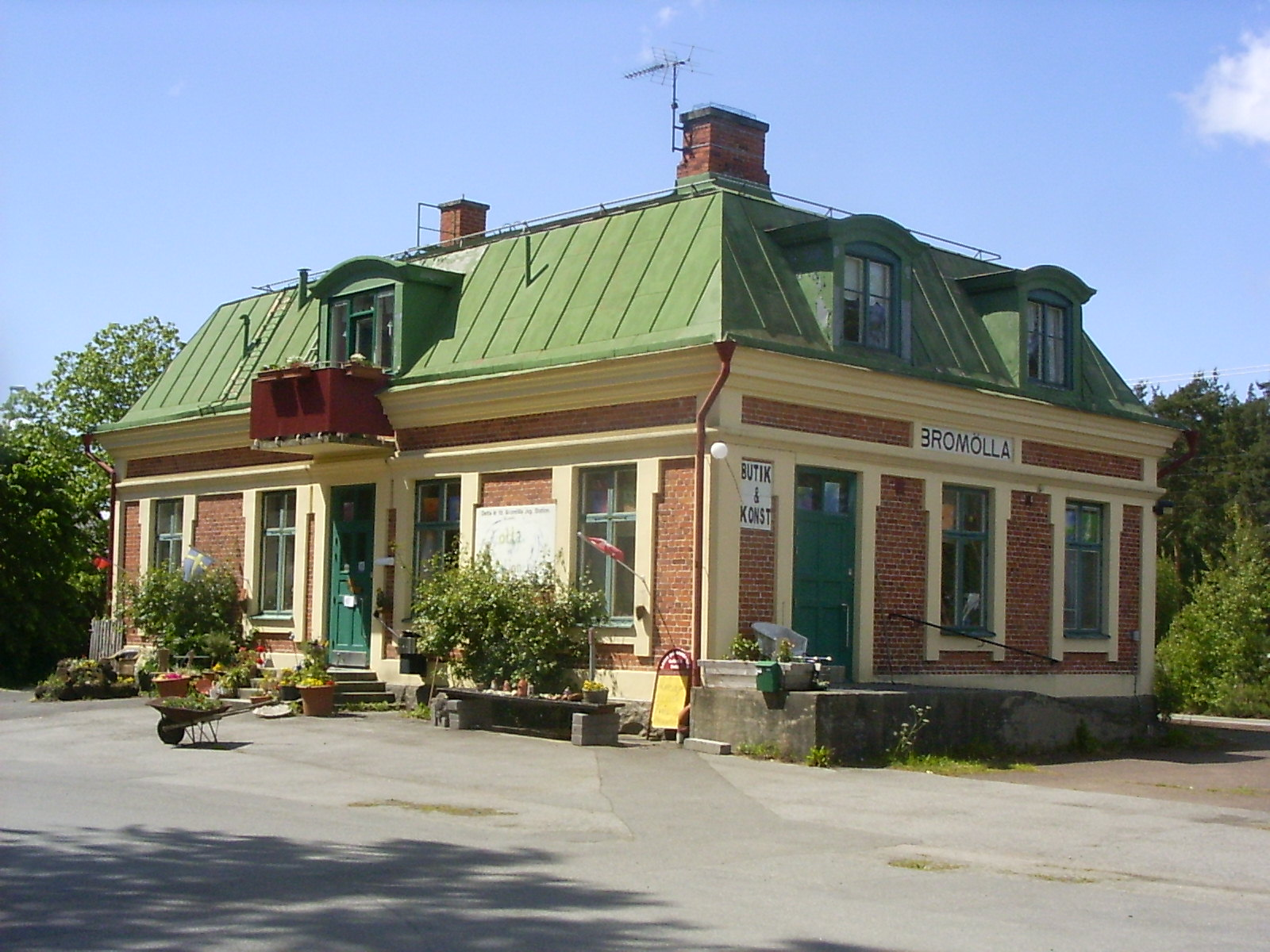
Alter Bahnhof
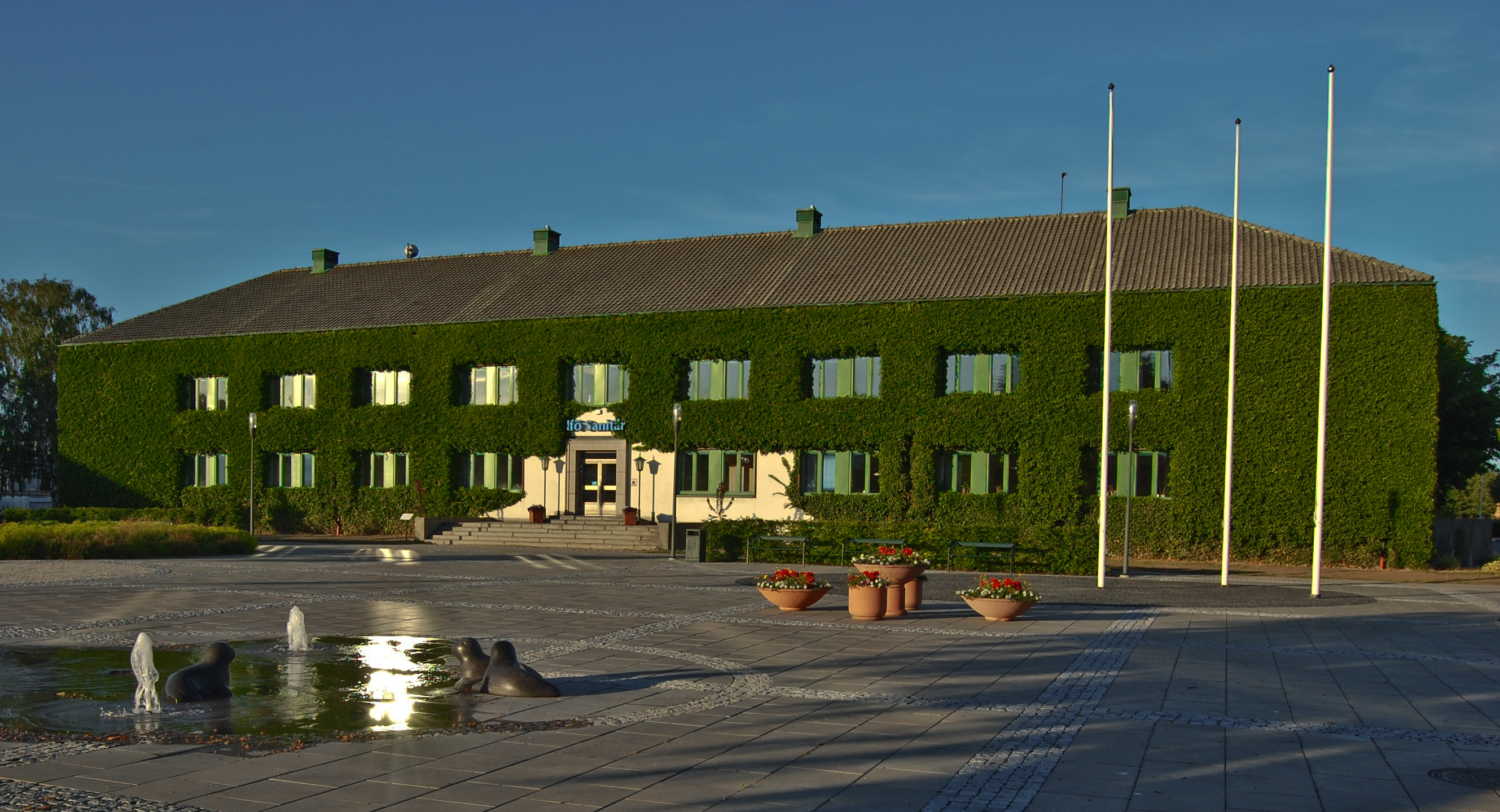
Ifo Sanitär